# Медной горы хозяйка (мультфильм)
«Медной горы хозяйка» — советский кукольный мультипликационный фильм режиссёра Олега Николаевского, снятый Свердловской киностудией в 1975 году по мотивам одноимённого сказа Павла Петровича Бажова.
В мультфильме звучит музыка в исполнении Государственного симфонического оркестра кинематографии СССР. Дирижёр — Давид Штильман.

## Сюжет
Однажды двое рабочих-горняков отправились на сенокос, а когда дошли до Красногорского рудника, прилегли отдохнуть в траве и заснули. Младший рабочий, Степан, через какое-то время проснулся и увидел сидящую к нему спиной девушку с чёрной косой. По её платью из малахита парень догадался, что перед ним сама Хозяйка Медной горы. Степан хотел было от неё убежать, но та обернулась и подозвала его к себе для разговора.
«Малахитница» велела Степану на следующий день передать заводскому приказчику такие слова: «Хозяйка, мол, Медной горы заказывала тебе, душному козлу, чтобы с рудника убирался и не ломал её железну шапку». После этого она превратилась в ящерицу с человеческой головой и на прощание прокричала: «Сделаешь по-моему, замуж за тебя выйду!». Боясь навлечь на себя гнев малахитовой владычицы, Степан выполняет её требование. Приказчик, услышав такие слова, наказывает выпороть Степана, а после спустить его в шахту и приковать. А в качестве задания Степану назначили добыть огромное количество чистого малахита. Но Хозяйка Медной горы позаботилась о молодом горняке: малахит у него был в избытке.
Вскоре Хозяйка повела Степана смотреть своё приданое. Посмотрев все горные богатства, Степан говорит Хозяйке, что не может жениться на ней, так как у него уже есть невеста — сиротка Настя. В ответ на это подземная владычица обрадовалась: «За приказчика тебя похвалила, а за это вдвое похвалю. Не обзарился ты, не променял свою Настеньку на каменну девку», и подарила Степану малахитовую шкатулку с серьгами, кольцами и другими богатыми украшениями. Прощаясь, Хозяйка Медной горы приказала не вспоминать о ней, стала плакать и велела собрать свои слёзы — драгоценные камни.
Тем временем приказчик получил царский указ — привезти «малахитовую глыбу во сто пуд», и пообещал вольную тому, кто её отыщет, и 100 рублей серебром в придачу. Надзиратель рудника, поражённый тем, что Степан добывает много отборного малахита, переводит его в другое место, однако, увидев, что и там у него работа идёт гладко, в панике бежит к приказчику: дескать, парень «душу нечистой силе продал». Приказчик на это ответил: «Это его дело, кому продал, а нам свою выгоду поиметь надо». Спустившись в рудник, он приказывает своим подручным отвести Степана в забой, где недавно произошёл обвал, и уйти туда самим, явно намереваясь избавиться от них и забрать все деньги себе. Однако, Степан справляется с заданием, а самого приказчика Хозяйка превращает в камень. Найденную Степаном глыбу отвозят в Санкт-Петербург царице.
Степан получил вольную, женился на Насте, обустроил дом и хозяйство, но так и не сумел забыть Хозяйку Медной горы. Опечаленный, он часто ходил к заброшенному руднику на охоту, но добычи домой не приносил…

## Создатели
- Авторы сценария: Александр Тимофеевский, А. Добрович
- Песня на стихи: А. Добровича
- Режиссёр-постановщик: Олег Николаевский
- Оператор и кукловод: Валентин Баженов
- Художник и декоратор: А. Голощук
- Композитор: Владислав Казенин
- Звукооператор: Маргарита Томилова
- Монтажёр: Л. Пермякова
- Ассистент: С. Халин
- Куклы и декорации выполнены: А. Берестецким, В. Васенькиным, Валерием Лукиновым, Н. Рудаковой, Юрием Ушаковым, Г. Шендеровой, П. Куфтиным
- Роли озвучивали: Олег Николаевский (сказитель), Светлана Тормахова (Хозяйка), Александр Галевский, Алексей Павлов, Виктор Зозулин, Евгений Карельских, Анатолий Моксяков
- Редакторы: Олег Хомяков, И. Орлов
- Директор картины: Фёдор Антонов

## Мультфильмы по сказам Павла Бажова
В честь 100-летия Павла Петровича Бажова на Свердловской киностудии разными режиссёрами были сняты мультипликационные экранизации его сказов, в том числе и этот мультфильм:
- «Синюшкин колодец» (1973 год)
- «Медной горы хозяйка» (1975 год)
- «Малахитовая шкатулка» (1976 год)
- «Каменный цветок» (1977 год)
- «Подарёнка» (1978 год)
- «Золотой волос» (1979 год)
- «Травяная западёнка» (1982 год)

## Отзыв критика
Особым спросом пользовались лишь анимационные версии бажовских сказок, наивные и поучительные детские истории.
— Лариса Малюкова «СВЕРХкино» с.122

## Издание на видео
В России в 2000-е годы мультфильм выпущен на DVD изданием «Твик Лирек» в сборнике мультфильмов «Сказки Бажова» («Медной горы хозяйка», «Каменный цветок», «Подарёнка», «Малахитовая шкатулка» и «Синюшкин колодец»).
В 2007 году мультфильм снова выпущен на DVD изданием «Крупный План» в сборнике мультфильмов «Малахитовая шкатулка» («Малахитовая шкатулка», «Медной горы хозяйка», «Каменный цветок», «Подарёнка» и «Золотой волос»).